# Liste von Persönlichkeiten aus Savosa
Diese Liste enthält in Savosa im Kanton Tessin geborene Persönlichkeiten und solche, die in Savosa ihren Wirkungskreis hatten, ohne dort geboren zu sein. Die Liste erhebt keinen Anspruch auf Vollständigkeit.

## Persönlichkeiten
(Sortierung nach Geburtsjahr)
- Künstlerfamilie Aostalli. [1]

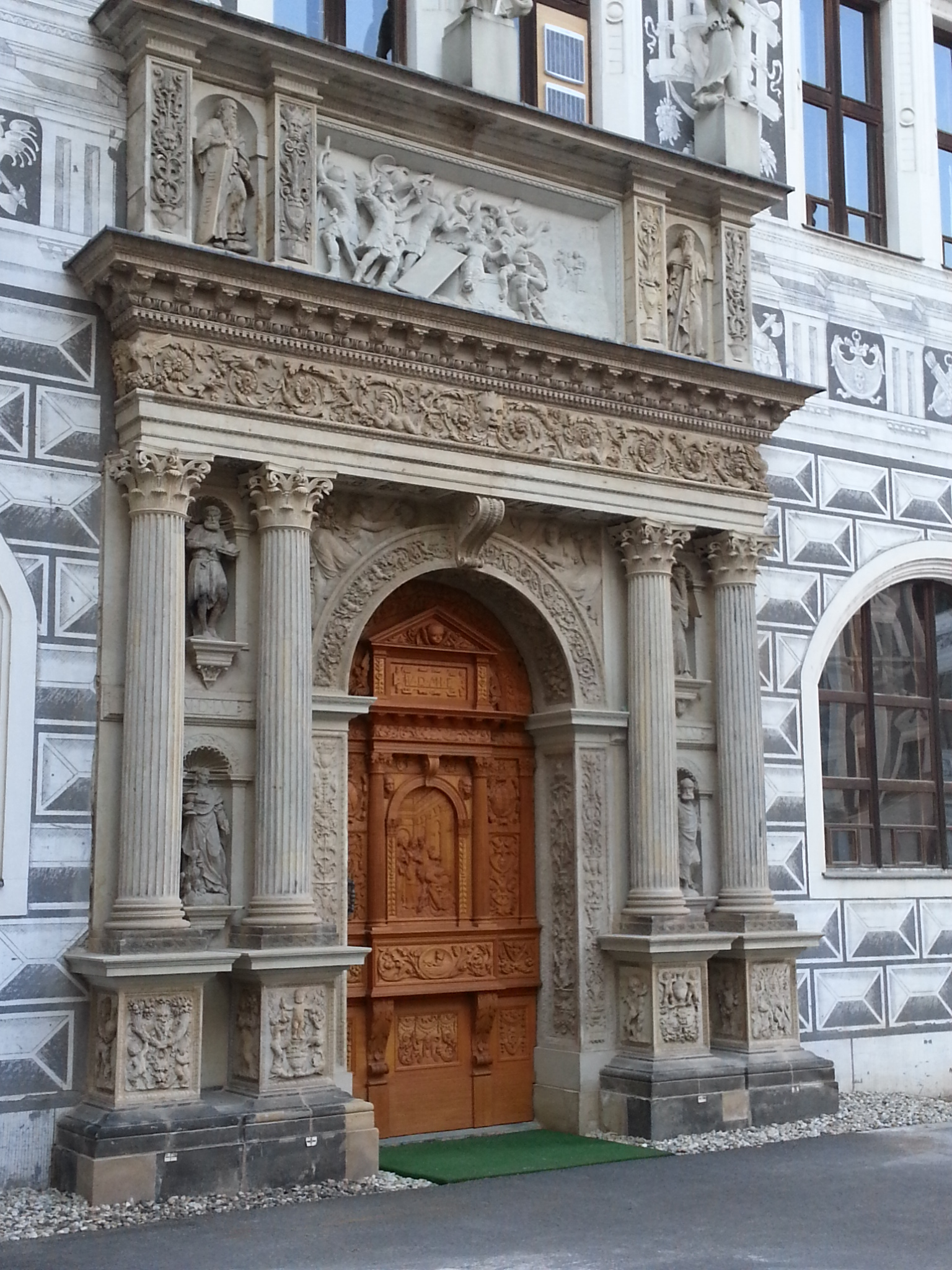
Giovanni Maria Aostalli: Portal der Schlosskapelle, Residenzschloss Dresden (etwa 1553–1555)

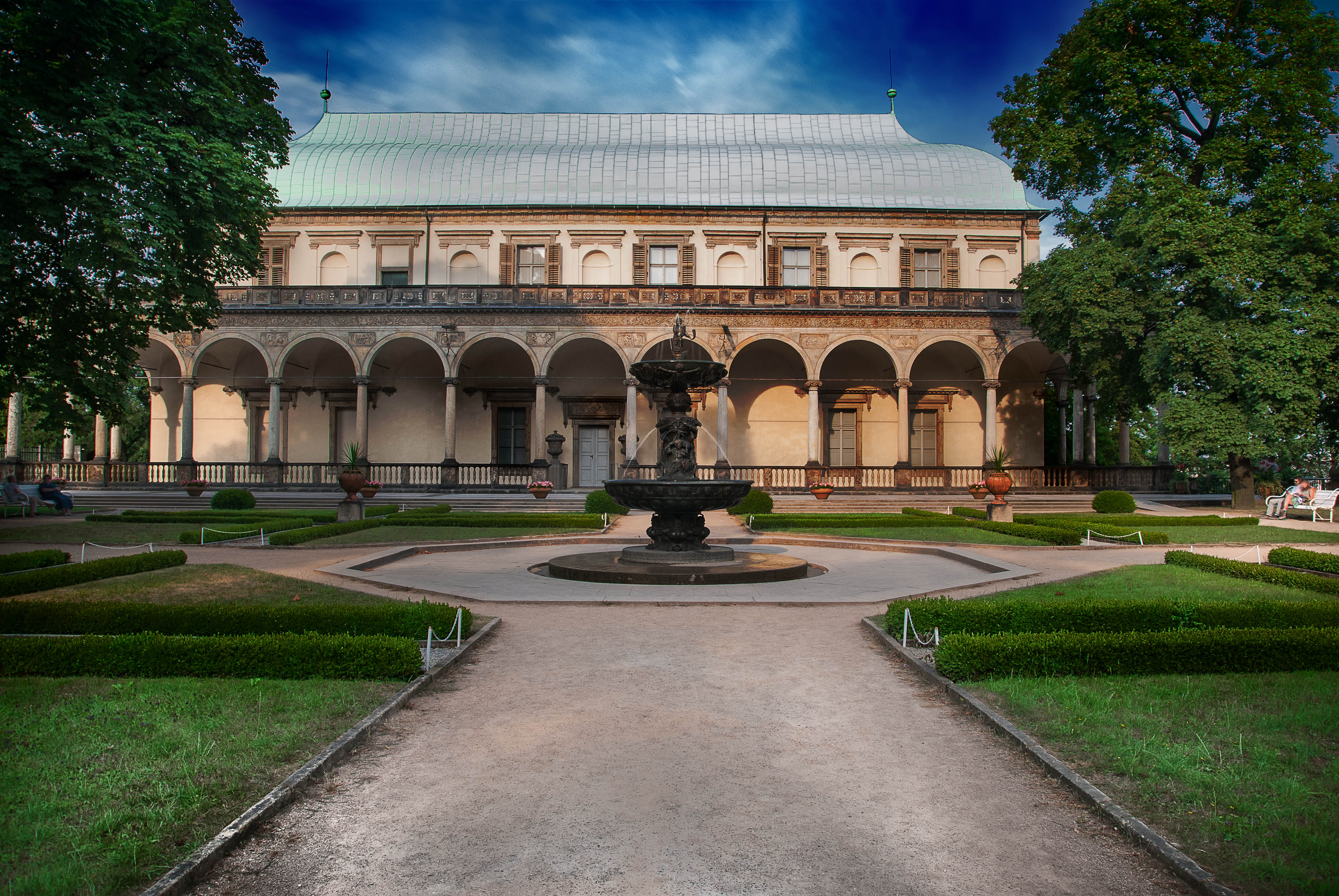
Giovanni Maria Aostalli: Das Lusthaus der Königin Anna oder Prager Belvedere

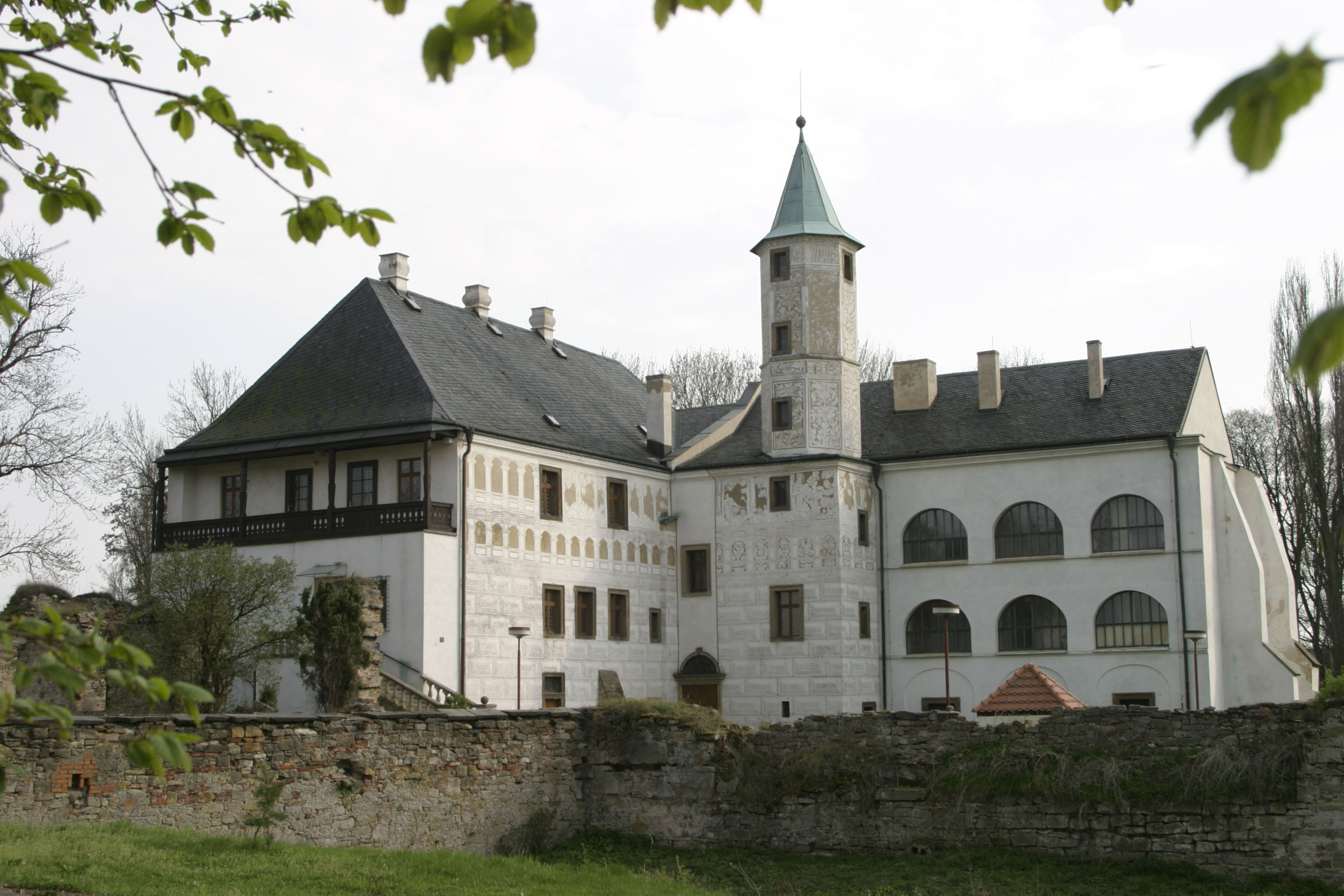
Ulrico Aostalli: Schloss Přerov nad Labem

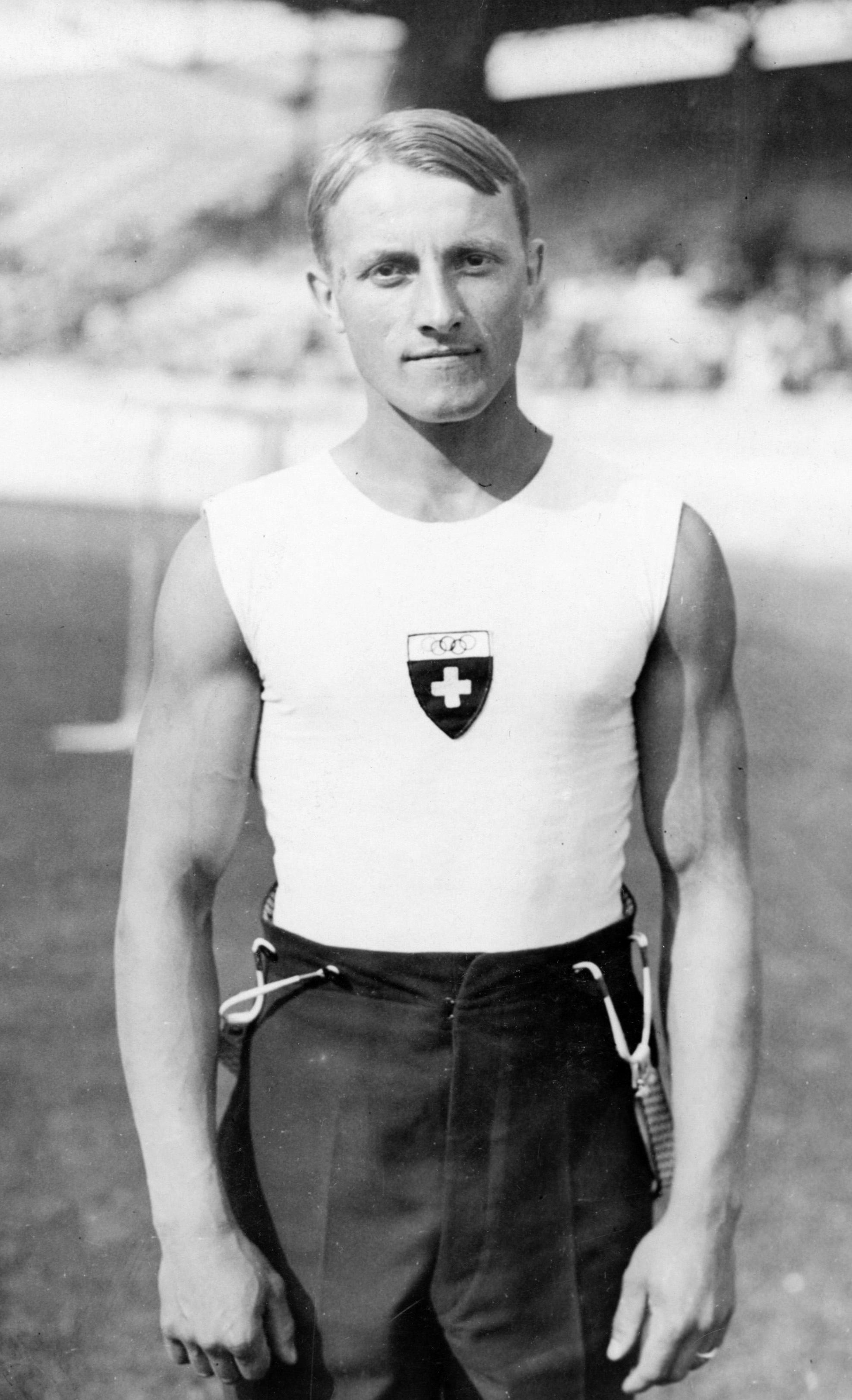
Georges Miez (1928)

  - Domenico Aostalli (* 1500 in Savosa; † nach 1566 in Český Krumlov?), Bildhauer[2]
  - Giovanni Maria Aostalli (um 1500–vor 1567), Baumeister in Böhmen
  - Giovanni Battista Aostalli (um 1510–1575), Baumeister in Böhmen
  - Ulrico Aostalli (um 1520–1597) Architekt in Böhmen
  - Andrea Maria Aostalli (* um 1530 in Pambio; † nach 1560 in Savosa?), Stuckateur in Prag[2]
  - Bernardo Aostalli (* um 1535 in Savosa; † nach 1592 in Jindřichův Hradec?), Dekorationsmaler in Osteuropa[2]
  - Agostino Aostalli (* um 1550 in Savosa; † nach 20. März 1593 in Casale Monferrato ?), Sohn des Giovanni Maria, Baumeister, er soll mit Berufsgenossen aus Lugano mit der Befestigung von Casale Monferrato betraut worden sein[3]
  - Giuseppe Aostalli (* um 1630 in Savosa; † nach 1664 in Turin ?), Holzbildhauer im Schloss Racconigi[2]

- Familie Adamini. [4]
  - Giuseppe Antonio Adamini (* um 1700 in Savosa; † 16. April 1756 in Bengalen), Architekt, stand in Lissabon im Dienste der Königin Maria von Portugal[4]
  - Giuseppe Adamini (* um 1760 in Savosa; † nach 1813 ebenda), Vertreter des Kreises Vezia im Ersten Tessiner Grossen Rat[4]
  - Domenico Adamini (* um 1765 in Savosa; † nach 1813 ebenda), Priester, Mitglied des Tessiner Grossen Rats[4]
  - Giuseppe Aostalli-Adamini (* um 1951 in Sorengo), Rechtsanwalt, Friedsrichter in Vezia, Präsident der Commissione LAFE des Bezirks Lugano; er wohnt in Savosa[5]

- Giuseppe Reina (* 1. Dezember 1759 in Savosa; † 20. Mai 1836 in Lugano), Künstler, Kopist, Maler schuf Historienbilder, Porträts, Bühnenbilder. Er besuchte die Accademia Albertina in Turin. Dann 1812 srbeitete er in Moskau[6]
- Leone Pandolfi (* 23. März 1879 in Savosa; † 23. Juli 1975 in Gordola), Bildhauer[7]
- José Patricio Guggiari Corniglione (* 17. März 1884 in Asunción; † 30. Oktober 1957 in Buenos Aires), Anwalt, Präsident von Paraguay[8][9]
- Hannes Meyer (1889–1954), Schweizer Architekt und Urbanist
- Giovanni Laini (* 23. November 1899 in Biasca; † 10. Februar 1986 in Savosa), Geisteswissenschaftler, Schriftsteller[10]
- Ernesto Ferrini (* 2. Juli 1902 in Savosa; † 4. April 1968 in Lima), Unternehmer (Kaffeeindustrie)[11]
- Georges Miez (1904–1999), bürgerlich Georg Miez, Schweizer Turner bisher erfolgreichste Olympiateilnehmer der Schweiz
- Luciano Sgrizzi (* 30. Oktober 1910 in Bologna; † 11. September 1994 in Savosa), italienischer Pianist und Harpsikordist[12]
- Anthony Burgess (1917–1993), britischer Schriftsteller und Komponist
- Paolo Tamò (* 14. Januar 1945 in Bellinzona), Ingenieur, Politiker (FDP) und Oberst[13]
- Raffaele Schaerer (* 24. Oktober 1957 in Lugano), Ingenieur, Politiker[14]
- Leopoldo Lonati (* 5. Dezember 1960 in Tradate), Dichter, wohnt in Savosa[15][16]